# Nergal-ušēzib
Nergal-ušēzib (7. Jahrhundert v. Chr.) war ein babylonischer König. Er regierte für sechs Monate im Jahr 693 v. Chr., nachdem er von Hallušu-Inšušinak in sein Amt eingesetzt wurde. Ein Jahr zuvor war es nach Auseinandersetzungen zwischen Elam und den Assyrern in deren Verlauf zu einem Angriff auf Babylonien sowie einer anschließenden Teileroberung gekommen. 
Im Frühjahr 693 v. Chr. eroberte Nergal-ušēzib weitere Teile Babyloniens, darunter Nippur. Darauf griffen die Assyrer an und nahmen Uruk ein, das also vielleicht auch unter der Herrschaft von Nergal-ušēzib gestanden hatte. Nergal-ušēzib floh nach Elam, von wo er einen Gegenangriff unternahm. Er wurde aber in der Provinz von Nippur gefangen genommen und nach Assyriern gebracht. An einem Stadttor von Niniveh wurde er am 26. Tašritu (14. Oktober) 693 v. Chr. in einem Käfig aufgehängt.